# الصحافة والحرية
توضيح: لا ينبغي الخلط بينه وبين روبرت مردوخ
"الصحافة والحرية" كان مقالاً بقلم روبرت مردوخ ظهر في صحيفة وول ستريت جورنال ومجلة الرأي على الإنترنت في ٨ ديسمبر ٢٠٠٩.
تم تكييف "الصحافة والحرية" من خطاب أدلى به مردوك (رئيس مجلس الإدارة والرئيس التنفيذي لشركة الأخبار) في ورشة عمل لجنة التجارة الفيدرالية حول الصحافة والإنترنت التي عقدت في ١ ديسمبر٢٠٠٩، يناقش مردوك في هذه المقالة آراءه حول مشاركة الحكومة في الصحافة في شكل إعانات ونماذج أعمال القرن العشرين القديمة من الصحف التي تعتمد على عائدات الإعلان والآثار الضارة التي تحدثها هذه على منشئي المحتوى الأخبار الثابت وصناعة الصحف ككل، كما يجادل بأن التمويل الحكومي يضر بالصحافة المستقلة ويشكل تهديداً أكبر للصحافة التنافسية وغير المتحيزة من التكنولوجيات الرقمية، كذلك نوقشت تأثير محركات البحث على الإنترنت ومواد أخبار المحتوى المفتوحة المتاحة على الإنترنت والطرق الجديدة ونماذج من الأجهزة الإلكترونية بوابة تسليم المحتوى ووسائط الإعلام قراء إلكتروني، وهواتف ذكية، وأجهزة الكمبيوتر المحمولة، وكيف سيؤثر ذلك على تسليم المحتوى الإخباري في المستقبل.
ركز النقاش الدائر حول "الصحافة والحرية" على تهديد التقنيات الجديدة  والدور الذي تلعبه في تراجع الصحف التقليدية. لا يلقي مردوخ باللوم على التقنيات الجديدة في تراجع الصحف بل على الافتقار إلى التنظيم الذي يسمح باستخدام محتوى الصحفيين دون مقابل، إنه يرى الفرص التي يمكن أن تجلبها التقنيات مما يخلق جمهورا أوسع للصُحف، كذلك عبر عن آرائه  بشأن التدخلات الحكومية ومدى ملاءمتها كوسيلة لإنقاذ الصناعة، تم اقتراح نموذج الإيرادات والأعمال الأخرى كبديل للنماذج الحالية، حيث تفشل النماذج التقليدية.

## تراجع الصناعة
سلط تقرير صدر في عام ٢٠٠٩ الضوء على تراجع تداول الصحف حيث أظهرت الأرقام أن الصناعة ككل باعت عددا أقل من الصحف مقارنة بأي وقت آخر منذ عام ١٩٤٠. ضمن التقرير تم إلقاء اللوم على المحتوى المجاني عبر الإنترنت ونماذج الأعمال لدورهم في التلاشي وهو رأي يتفق مع مقال مردوخ. تحدى تداول صحيفة وول ستريت جورنال في عام ٢٠٠٩ هذا الاتجاه حيث ارتفع تداولها بنسبة ٠.٦ ٪ وفي عام ٢٠١٠ تصدرت قائمة الأرقام المتداولة للصحف الأمريكية . تبيع المجلة الاشتراكات عبر الإنترنت التي ينظر إليها على أنها سبب لنجاحها.

## نماذج الإيرادات
تعتمد الوسائط التقليدية المطبوعة بشكل كبير على الإعلانات والإعلانات المبوبة لتوليد غالبية إيراداتها التي تمثل ما يزيد عن ثلاثة أرباع إجمالي الدخل. يغطي هذا الدعم تكاليف الطباعة والتوزيع الباهظة للنشر التي قدرت بما يتراوح بين ٣٠-٤٠ ٪ ، و ١١ ٪ على التوالي من إجمالي تكاليف التشغيل في عام ٢٠٠٦. على الرغم من أن عائدات الإعلانات عبر الإنترنت قد تجاوزت نظيرتها المطبوعة مؤخرًا إلا أن الغالبية العظمى من هذا يتم إنفاقه على محركات البحث ومحتوى الدفع عند النقر بدلا من الإعلانات التقليدية على مواقع الويب الإخبارية مثل اللافتات.
لا يبدو أن المستخدمين على استعداد للدفع مقابل محتوى الأخبار الرقمية العام. منشورات مثل نيويورك تايمزأطلقت اشتراك بريميوم المدفوع  على أساس المحتوى تيميسليكت في الماضي ولكن كان امتصاص منخفضة وتمت إزالته في نهاية المطاف، ولكن هذا لا يعني أن المستخدمين لن يدفعوا شيئًا أبدا للمحتوى ولكن حتى الآن لم يكن ناجحاً لنشر التيار كوسيلة لتوليد الإيرادات. صرح الصحفي الأمريكي، جيمس جارفيس أن " تيمسليكت قد مات...مع ذلك يذهب أي أمل في فرض رسوم على المحتوى عبر الإنترنت، أصبح المحتوى مجانياً الآن وإلى الأبد". أحد أسباب ذلك هو وجود وفرة من المصادر المجانية عبر الإنترنت للأخبار، وبالتالي سيشعر عدد قليل من المستخدمين بالحاجة إلى الدفع مقابل المحتوى المتاح بدون رسوم في مكان آخر. يقول مردوخ إنه يعتقد أن المستخدمين في المستقبل سيكونون بالفعل على استعداد لدفع ثمن الأخبار الرقمية إذا كان المحتوى جديراً، وهو ما يتضح في الإطلاق الأخير لصحيفة ديلي، حيث أن صحيفة ديلي هي صحيفة يومية مخصصة فقط والتي تبيع بسعر ٩٩ سنتا (الولايات المتحدة) في الأسبوع. أما في المملكة المتحدة فقد شهدت صحيفة التايمز (المملوكة أيضا لمردوخ) انخفاضا في عدد قرائها بنسبة ٩٠ ٪ في عام ٢٠١٠ بعد أن أدخلت حظر الاشتراك غير المدفوع. رداً على مقال مردوخ  أشارت كاثي جي بأن العملاء لن يدفعوا مقابل المحتوى المتاح في مكان آخر مجانا وأنه يجب أن يكون هناك تمييز بين ما يفعلونه وما لن يدفعوا مقابلة. هناك أيضا ادعاءات بالنفاق في ما يقوله مردوخ حيث تم انتقاد صحيفة وول ستريت جورنال لعدم تقديم روابط للمنافسين في مقالاتهم الخاصة.

## جذب القراء
ينظر مردوخ إلى عولمة وسائل الإعلام والأشكال الجديدة المتاحة على أنها فرصة وخلق المنافسة المتزايدة جيدة للمستهلكين، لم يعد الناس يريدون أن يتم تقييدهم بتنسيق واحد لذلك يجب على الصحف تكييف نموذج التسليم الخاصة بهم. يقول مردوخ أن الصحف قاعدة العملاء لديها بالفعل هو ميزة لأنها يمكن أن تجذب القراء على قدم المساواة إلى الإصدارات الخاصة بهم على الانترنت، من المرجح أيضا أن يكون معيار الصحافة أكثر احترافاً، تتمثل رؤية مردوخ مستقبل الصحف على الإنترنت في أنه إذا تم استهداف القراء والمحتوى المقدم بجودة عالية فسيكون الناس على استعداد لدفع ثمنه.

## التكنولوجيا
كما يقول مردوخ يستخدم القراء منصات تقنية مختلفة للوصول إلى محتوى الأخبار، إن  الأجهزة المحمولة ذات المعالجات الأفضل إلى حد كبير مثل الهواتف الذكية وأجهزة الكمبيوتر المحمولة وأجهزة الكمبيوتر اللوحية التي جعلت جمع المعلومات ونشرها أسهل بكثير وزادت من إمكانيات الاتصال المحتوى الإخباري الذي يمكن الوصول إليه من قبل عدد أكبر من الأشخاص،  أصبح توافر الأخبار الآن أكثر انتقائية ومرونة من حيث المكان الذي يمكن الوصول إليه،  هذا يعني أنه من المحتمل أن يستهلك أولئك الذين يبحثون عن الأخبار عبر الإنترنت المزيد من الأخبار بشكل عام لأن أولئك الذين يشترون النسخة الماضية من الصحيفة سيكونون أكثر وليس أقل عرضة للوصول إلى نفس موقع المنشورات. يذكر مردوخ أن الالتزام بنماذج الأعمال القائمة على الإعلانات من جانب الصحف الإخبارية مسؤول عن انخفاض الإيرادات، بالإضافة إلى ذلك فإن أولئك الذين لا يولون اهتماماً لأمر الأخبار، سيصلون إلى الأخبار عبر الإنترنت بشكل متكرر. كما يجادل بمعنى أن الصحفيين والقراء على حد سواء ربما تمكنوا من البحث بشكل أكثر شمولاً باستخدام محركات البحث والتعثر بالصدفة على المصادر عبر الإنترنت التي ربما لم يواجهونها في بيئة تناظرية. أدى إلى ظهور تحديات جديدة للمؤسسات الإعلامية من حيث تقديم المحتوى للمستخدمين.
من المثير للجدل ما إذا كان محتوى الأخبار عبر الإنترنت وغير متصل يتنافسون أو منتجات تكميلية، يجادل البعض بأن الإنترنت يقدم الكثير من المنافسة على الصحف التقليدية. من حيث الثقة يوجد أيضا افتراض بأن المحتوى الإخباري الذي يتم تسليمه عبر الإنترنت قد يكون أدنى من المحتوى الذي تقدمه الصحف، إلا أنه  يوجد أيضًا مشكلة المستخدمين الذين يجدون محتوى عبر الإنترنت أقل ثقة،  يمكن ربطه بكونه مجاني افتراضاً أن المحتوى الإخباري عبر الإنترنت ربما يكون أقل شهرة ومرضية وممتعة، كما يناقش المقال بإن التكنولوجيا ليست بالضرورة سبب انخفاض الإيرادات من تنسيقات ورق الأخبار التقليدية، على رأي  الآخرين مثل الرئيس التنفيذي لشركة جوجل إريك شميدت يقول التكنولوجيا هي بالتأكيد ليست مسؤولة ويمكن أن تساعد في الواقع الصحف للتقدم وتجنب الانخفاض. من غير المحتمل أن يكون تقادم تنسيق التسليم الفردي لأن كلا من الطباعة والإنترنت يخدمان أغراض وجماهير مختلفة.

## منشئو المحتوى و المجمعون
كما يهاجم مردوخ خدمات مجمع الأخبار التي يعتبرها طُفيلية من حيث أنها تستفيد من الأخبار التي لم ينشئها أو يساهموا بها بأي شكل من الأشكال. يشير هذا إلى مواقع الويب الإخبارية التي تجمع المحتوى للمستخدمين مما يسمح لهم بالوصول إلى القصص الإخبارية على مصادر متعددة، غالباً في منطقة أو موضوع إهتمام محدد من أجل توفير الوقت والجهد لهم ولكن أيضًا المدونات وحتى مواقع الويب مثل ياهو! و ام اس ان. يعلق على أن هذا من الظلم بشكل خاص تحرير وإعادة كتابة المقالات التي استثمر الصحفيون وقتهم وجهدهم فيها، خاصة في الحالات التي لا يتم الاستشهاد بها على أنها المؤلف الأصلي أو المسروقة،  إنه يتحدى أن هذا النوع من السلوك يشكل استخداماً عادلاً وأن أولئك الذين لا يساهمون أو ينشئون المحتوى الإخباري الذي ينشرونه على مواقعهم الإلكترونية أو مدوناتهم يمكنهم الاستفادة من جهود الصحفي المذكور أعلاه مع إضافة القليل جدًا من أنفسهم. كما أن هذه الممارسة الحالية لا يمكن أن تستمر إلى أجل غير مسمى. تعرضت تصريحات مردوخ للهجوم من قبل مؤسس هافينغتون بوست أريانا هافينغتون قائلة إن "مردوخ يخلط بين التجميع والاختلاس بالجملة" وجادلت بأن التجميع ليس اختلاسًا وأن معظم الصحفيين يحبون حركة المرور التي يتم توجيهها إليهم،  بالإضافة إلى ذلك كانت شركات مردوخ الخاصة مذنبة بتجميع المحتوى مثل المقتفي السياسي على فوكس نيوز وموقع روتن توميتوزعلى شبكة الإنترنت.

## تدخل الحكومة
مستوى الدعم المالي للصحف من الحكومة الأمريكية آخذ في التناقص ويعتقد البعض أن هذا عامل في تراجع صناعة الصحف التقليدية،  جاءت إحدى الحالات التي انسحبت فيها الحكومات من الصناعة مع ظهورالحكومة الإلكترونية مما أدى إلى تقليل حاجة السلطات المحلية لدفع تكاليف المساحات الإعلانية في الصحف.
يوجد نقاش بين أولئك الذين يطالبون بمزيد من التمويل الحكومي لدعم الصناعة وغيرهم ممن يعتقدون أن هذا يتعارض مع حرية التعبير ويخلق منافسة غير عادلة. تجري اختبارات مماثلة في بلدان أخرى  حيث تتطلع دول مثل النمسا وفرنسا والنرويج والسويد إلى تغيير نماذج الدعم الحالية. من الممكن للمؤسسات الإخبارية أن تتلقى المال العام ولا تزال تحافظ على الحياد وعلى الأخص بي بي سي. يوجد توتر أيضًا بين الإعانات المباشرة مثل المساعدة في الطباعة والتوزيع والبحث والتدريب والإعانات غير المباشرة مثل الامتيازات الضريبية. الإعانات غير المباشرة هي نموذج أكثر شيوعًا للتدخل الحكومي.
ينظر إلى التغييرات في التشريعات الحكومية كخيار آخر،  تم طرح مثال صناعة السيارات الأمريكية لإثبات أن صناعة الصحف تحتاج إلى أكثر من التمويل للبقاء على قيد الحياة. يؤكد مردوخ أن الصحف نفسها بحاجة إلى النظر في طرق جديدة للبقاء على قيد الحياة والمنافسة لتوليد الإيرادات لأن التمويل الحكومي "يدعم فقط أولئك الذين ينتجون أشياء لا يريدها العملاء"،  كما يقترح مردوخ على أنه يجب إنشاء نماذج أعمال جديدة ويجب أن تكون الصناعة بالتعاون مع الحكومة أكثر استباقية،  يقول مردوخ إن التشريع الأفضل فيما يتعلق بالصحف وحماية الصحف هو أفضل طريقة لضمان مستقبل الصحافة الجيدة.
تم تقديم التشريع في عام ٢٠٠٩ من قبل السيناتور بن قردان من ولاية ماريلاند لمساعدة الصحف المتعثرة. بموجب القسم ٥٠١ (ج) من قانون الضرائب الأمريكي فإنه يمكن أن تصبح الصحف غير ربحية وبالتالي تستفيد من الإعفاءات الضريبية المماثلة لتلك الممنوحة للجمعيات الخيرية والمنظمات غير الربحية التعليمية والثقافية؛ حتى الآن لم يتقدم مشروع القانون في الكونجرس ويتم التساؤل عما إذا كانت الصحف ذات الديون الحالية يمكن إنقاذها من خلال هذا.
كما تبحث لجنة التجارة الفيدرالية في حماية الصحف من خلال السياسة طرق جديدة لتوليد الإيرادات وحماية أكبر للملكية الفكرية (منطقة يعرب مردوخ عن قلقه بشأنها) وإعادة تعريف "الاستخدام العادل" والمجالات المحتملة للتدخل الحكومي تمت مناقشتها في توصيات السياسة المحتملة لجنة التجارة الفيدرالية لدعم إعادة اختراع الصحافة.
يوجد أيضا قضية لعدم التدخل على الإطلاق وأن الصحف يجب أن تجد طريقها الخاص، إذا كان هذا يؤدي إلى بعض منهم التوقف عن الوجود وهذا هو مجرد انعكاس للسوق وقد يشجع أيضا الصحف على إيجاد طريقتها الخاصة في التعامل مع التلاشي ، ربما من خلال زيادة التركيز على التعاون فيما بينها.
يدعو مقال مردوخ الحكومة إلى إعادة تقييم تنظيمها لملكية نيوز كوربوريشن وتشريعات حقوق النشر. وهو يعتقد أن دور الحكومات يجب أن يكون حماية الملكية الفكرية للصحف و صحفييها والتخلص من اللوائح التي تعيق الاستثمار وعدم تقييد الملكية المتبادلة في وسائل الإعلام،  يمكن أن يؤدي تخفيف التنظيم إلى خيارات أقل للمستهلكين. تهيمن ٥ شركات (بما في ذلك شركة مردوخ) على الأخبار الأمريكية  وقد يؤدي تغيير قواعد الملكية المشتركة إلى إعاقة ازدهار شركات الأخبار الأخرى.

## روابط خارجية
- "Federal Trade Commission: How Will Journalism Survive the Internet Age?"
- "News Corporation: Press Release" Archived 8 May 2011 at the Wayback Machine
- " CNN: Murdoch: Web sites to charge for content"
- "Journalism in crises: time for a government bailout"
- "Newspaper Death Watch"